# Devan Dubnyk
Devan Dubnyk (ur. 4 maja 1986 w Regina, Saskatchewan) – kanadyjski hokeista pochodzenia ukraińskiego, reprezentant Kanady.

## Kariera klubowa
- Calgary Bruins (2000-2002)
- Kamloops Blazers (2002-2006)
- Stockton Thunder (2006-2007)
- Wilkes-Barre/Scranton Penguins (2007)
- Springfield Falcons (2007-2010)
- Edmonton Oilers (2010-2014)
- Nashville Predators (2014)
- Montreal Canadiens (2014)
- Arizona Coyotes (2014-2015)
- Minnesota Wild (2015-2020)
- San Jose Sharks (2020-2021)
- Colorado Avalanche (2021)
- Charlotte Checkers (2021-2022)

Wychowanek klubu Crowchild MHA. Przez cztery sezony grał w juniorskich rozgrywkach WHL w ramach CHL. W międzyczasie w drafcie NHL z 2004 został wybrany przez Edmonton Oilers. Następnie grał w ligach ECHL i AHL w amerykańskich zespołach. Zawodnikiem Edmonton Oilers w lidze NHL jest na stałe od końca roku 2009. Kolejno przedłużał umowę z klubem rok, a w lipcu 2012 o dwa lata. Od połowy stycznia 2014 zawodnik Nashville Predators. Od marca 2014 zawodnik Montreal Canadiens. Od lipca 2014 zawodnik Arizona Coyotes. Od stycznia 2015 zawodnik Minnesota Wild. Na początku października 2020 przeszedł do San Jose Sharks. W kwietniu 2021 przeszedł do Colorado Avalanche. Od grudnia 2021 do stycznia 2022 reprezentował Charlotte Checkers

## Kariera reprezentacyjna
Został reprezentantem Kanady. Występował w kadrze juniorskiej kraju na mistrzostwach świata do lat 18 w 2004, do lat 20 w 2005. W kadrze seniorskiej uczestniczył w turniejach mistrzostw świata 2010, 2011, 2012, 2013.
Ponadto w barwach Team Canada brał udział w turniejach Pucharu Spenglera edycji 2007, 2013.

## Sukcesy

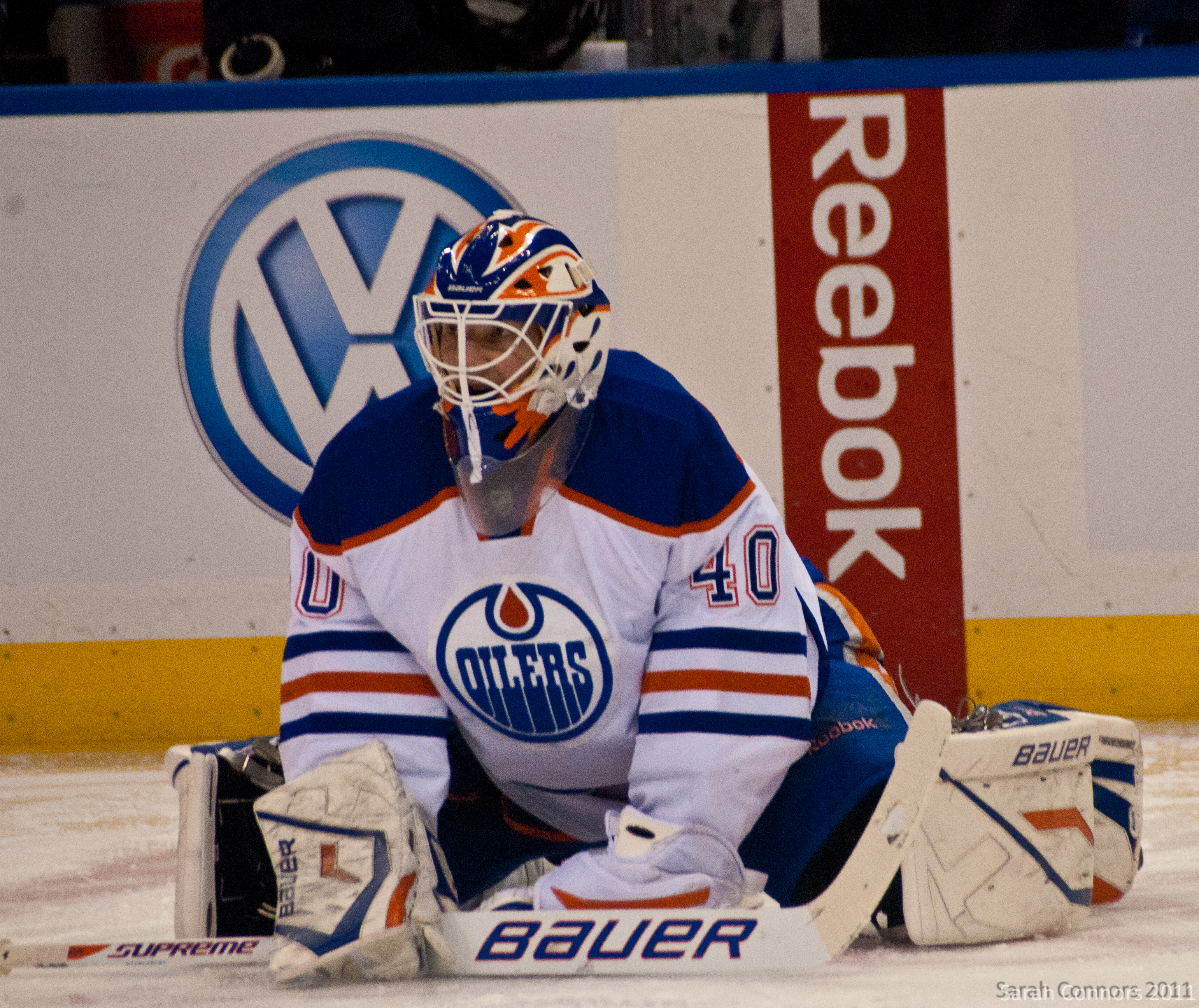
Devan Dubnyk w barwach Edmonton Oilers (2012)

Reprezentacyjne
- Złoty medal mistrzostw świata juniorów do lat 20: 2006

Klubowe
- Puchar Spenglera: 2013 z Team Canada

Indywidualne
- WHL i CHL 2003/2004:
  - Daryl K. Seaman Trophy – najlepszy akademicki zawodnik WHL
  - Najlepszy akademicki zawodnik CHL
  - CHL Top Prospects Game
- ECHL 2006/2007:
  - Mecz gwiazd
- Mistrzostwa Świata w Hokeju na Lodzie 2013/Elita:
  - Trzecie miejsce w klasyfikacji średniej goli straconych na mecz: 1,48
  - Pierwsze miejsce w klasyfikacji liczby goli straconych w turnieju: 6
- NHL (2014/2015):
  - Bill Masterton Memorial Trophy
- NHL (2016/2017):
  - NHL All-Star Game

Rekord
- Najlepszy wynik w klasyfikacji średniej goli straconych na mecz w sezonie WHL klubu Kamloops Blazers: 2,51